# Veinte de Noviembre (Las Margaritas)
Veinte de Noviembre es una localidad del estado mexicano de Chiapas. Es parte del municipio de Las Margaritas.

## Toponimia
El nombre de la localidad refiere a la Revolución mexicana, iniciada el 20 de noviembre de 1910.

## Demografía
| Gráfica de evolución demográfica |
|                                  |

| Censo | Población |
| ----- | --------- |
| 1950  | 459       |
| 1960  | 742       |
| 1970  | 914       |
| 1980  | 1 100     |
| 1990  | 1 486     |
| 2000  | 1 828     |
| 2010  | 2 207     |
| 2020  | 2 517     |